# Coupe du Maroc de futsal
La Coupe du Maroc de futsal, plus connue sous le nom de Coupe du Trône de futsal, est une compétition à élimination directe organisée par la Fédération royale marocaine de football (FRMF), ouverte aux clubs qui lui sont affiliés.
Le club le plus titré est le Feth Settat avec trois trophées.

## Histoire
La Coupe du Trône a vu sa première édition en 2016. Cette année-là, le Feth Settat (CFSS) s'est imposé en finale face au Sebou Kénitra (KACS) avec un score final de 8 à 3,.
L'édition suivante (2016-2017) a été remportée par le Dynamo Kénitra (ACDK), qui a battu en finale la Jeunesse Khouribga (3-1). Cette finale a également été marquée par une première, avec deux équipes disputant les prolongations. À ce jour, aucune finale de la Coupe du Trône ne s'est jouée aux tirs au but.
La Ville Haute Kénitra (AVHK) a atteint la finale à deux reprises sans parvenir à remporter le titre. Les deux fois, elle a été battue par le Feth Settat.

## Organisation

### Format de la compétition
La compétition est répartie en différents tours à élimination directe jusqu'en finale. Celle-ci se déroule dans une ville différente chaque année. L'organisation de la compétition, prévoyant un tirage au sort intégral et une inversion de l'équipe recevant en cas d'écart important entre les divisions des deux équipes, permet d'enregistrer chaque année de nombreuses « surprises » signées par des clubs régionaux, car l'inversion leur permet de jouer à domicile.
Depuis son lancement et ce que jusqu'en 2019, les clubs de D1 n'entrent en lice qu'à partir des huitièmes de finale. À partir de l'édition 2019-2020, les pensionnaires de D1 font leur apparition au deuxième tour, soit le tour qui précède celui des huitièmes.
À l'instar des autres nations, les matchs se jouent en deux mi-temps de vingt minutes avec temps arrêté lorsque le ballon sort de l'aire de jeu. Si deux équipes se retrouvent à égalité à l'issue du temps réglementaire, deux mi-temps de prolongations de cinq minutes chacune sont jouées. Si l'égalité persiste, les équipes disputent une séance de tirs au but.

### Clubs participants
La compétition est ouverte à tous les clubs affiliés à la Fédération royale marocaine de football, ainsi que les sections amateures des clubs professionnels, sous réserve de leur acceptation par leur ligue d'appartenance et à raison d’une seule équipe par club.

## Palmarès

### Palmarès par édition
| # | Édition   | Lieu de la finale | Vainqueur            | Score    | Finaliste          |
| - | --------- | ----------------- | -------------------- | -------- | ------------------ |
| 1 | 2015-2016 | Laâyoune          | Feth Settat          | 8 - 4    | Sebou Kénitra      |
| 2 | 2016-2017 | Témara            | Dynamo Kénitra       | 3 - 1 ap | CJ Khouribga       |
| 3 | 2017-2018 | Rabat             | Feth Settat (2)      | 3 - 2    | AVH Kénitra        |
| 4 | 2018-2019 | Oujda             | Feth Settat (3)      | 5 - 4    | AVH Kénitra        |
| 5 | 2019-2020 | Laâyoune          | SCC Mohammédia       | 4 - 2    | Faucon Agadir      |
| 6 | 2020-2021 | Laâyoune          | CL Ksar El Kebir (1) | 5 - 3 ap | SCC Mohammédia     |
| 7 | 2021-2022 | Rabat             | Faucon Agadir (1)    | 6 - 2 ap | CL Ksar El Kebir   |
| 8 | 2022-2023 | Laâyoune          | Faucon Agadir (2)    | 3 - 0    | Chabab Alam Tanger |
| 9 | 2023-2024 | Mohammédia        | CL Ksar El Kebir (2) | 5 - 0    | Oussoud Khabazat   |